# Sacha Bourdo
Sacha Bourdo, né le 8 janvier 1962 à Orel alors en URSS, est un acteur et musicien français d'origine russe.

## Biographie
C'est le film Western de Manuel Poirier, où il joue le rôle de Nino en compagnie de Sergi López, qui révèle Sacha Bourdo au public.
En 2005, il a enregistré Histoire de loup, en duo avec Robert, une chanson écrite par la jeune femme sur son quatrième album, Six pieds sous terre.
En 2022 il joue dans Monsieur Constant d'Alan Simon qui sortira en fin d'année. Il partage l'affiche avec Jean-Claude Drouot, Cali, Danièle Évenou, Gabrielle et Juliette Pélissier, Mikhael Zigalov, Jean-Yves Lafesse et Jean-Jacques Chardeau.

## Filmographie

### Cinéma

#### Longs métrages
- 1997 : Western de Manuel Poirier : Nino
- 1997 : Le Bossu de Philippe de Broca : Giuseppe
- 1998 : Les Kidnappeurs de Graham Guit : l'otage
- 1998 : Les Collègues de Philippe Dajoux : Igor
- 2000 : Attention aux chiens de François-Christophe Marzal
- 2000 : Fais-moi rêver de Jacky Katu : Frankie'
- 2000 : Sur un air d'autoroute de Thierry Boscheron : Jeff
- 2000 : J'ai tué Clémence Acéra de Jean-Luc Gaget : Michkine
- 2000 : Le Vélo de Ghislain Lambert de Philippe Harel : Denis
- 2001 : La Grande Vie ! de Philippe Dajoux : Marcello
- 2001 : La Bête de miséricorde de Jean-Pierre Mocky : le gangster
- 2002 : Les Femmes... ou les enfants d'abord... de Manuel Poirier : l'éducateur
- 2002 : Le Raid de Djamel Bensalah : le laveur de pare-brises
- 2003 : Clara et moi d'Arnaud Viard : Alain
- 2003 : L'Incruste, fallait pas le laisser entrer ! d'Alexandre Castagnetti et Corentin Julius : Marco
- 2004 : J'irai cracher sur vos tongs de Michel Toesca : Micha
- 2005 : Bunker Paradise de Stefan Liberski : Jay
- 2005 : L'Étoile du soldat de Christophe de Ponfilly : Nikolaï
- 2006 : La Science des rêves de Michel Gondry : Serge
- 2006 : Ma place au soleil d'Éric de Montalier : Pipo
- 2007 : Les Randonneurs à Saint-Tropez de Philippe Harel : Miguel
- 2008 : Soyez sympas, rembobinez de Michel Gondry : un homme dans la queue
- 2009 : Bazar de Patricia Plattner
- 2009 : Les vieux sont nerveux de Thierry Boscheron : Dimitri
- 2010 : Le Siffleur de Philippe Lefebvre : Dany
- 2010 : La Blonde aux seins nus de Manuel Pradal : le pompiste
- 2010 : Le Café du pont de Manuel Poirier : le soldat polonais
- 2011 : Le Roman de ma femme de Jamshed Usmonov : l'interprète tadjik
- 2011 : Beur sur la ville de Djamel Bensalah : Trouduk
- 2012 : Les Papas du dimanche de Louis Becker : Michka
- 2013 : L'Écume des jours de Michel Gondry : la souris
- 2015 : Microbe et Gasoil de Michel Gondry : : le professeur de russe
- 2017 : De sas en sas de Rachida Brakni : Jim
- 2018 : Le Collier rouge de Jean Becker : le soldat russe
- 2018 : Je vais mieux de Jean-Pierre Améris : Vassilis
- 2019 : Music Hole de Gaetan Liekens et David Mutzenmacher : Gilbert
- 2020 : Les Parfums de Grégory Magne : Ranio, le jardinier de l'aéroport
- 2020 : Vagabondes de Philippe Dajoux : Miloud
- 2023 : Monsieur Constant d'Alan Simon : Sacha
- 2023 : Le Livre des solutions de Michel Gondry : Le propriétaire du studio de musique

#### Courts métrages
- 1998 : Play de Bruno Bacceschi, Sandra Benmussa et Julien Favre
- 1998 : L'Heure de l'étoile de Pilar Anguita-MacKay
- 1999 : La Peur du vide de Christian Sonderegger
- 1999 : Hobby d'Azise Bel Milo
- 1999 : After Shave de Noël Mitrani : Le marginal
- 2000 : Jeannot l’éclair de Fabrice Turbi
- 2000 : Fiction de Valérie Kempeneers
- 2001 : Fight O'Clock de Raynal Pellicer
- 2002 : Le P’tit pardon de Sophie Riffont
- 2002 : Après la frontière de Christophe Cousin
- 2003 : L’esprit ouvert de Jimmy Bemon
- 2004 : Mateo Falcone d'Olivier Volpi
- 2004 : Rencontre du quatrième type d'Alcime Padiglione
- 2021 : L'indésirable mademoiselle Pamella de Vincent Escrive

### Télévision
- 1997 : Baldi, épisode Baldi et la voleuse d'amour : Le Pollack
- 1997 : Le Comte de Monte-Cristo de Josée Dayan
- 1998-2002 : Marc Eliot : Jean-José Guerra
- 1999 : Balzac de Josée Dayan
- 2000 : Les Misérables de Josée Dayan : Bigrenaille
- 2001 : L'Interpellation de Marco Pauly : le dealer
- 2002 : Chut ! de Philippe Setbon : l'exterminateur
- 2009 : Pigalle, la nuit de Hervé Hadmar : Oswald
- 2011 : Le Temps du silence de Franck Apprederis : Albert
- 2011 : Le Client d'Arnauld Mercadier : Jimmy Vaucher
- 2015 : Chérif, épisode Le cri du silence : Jacky Padovani
- 2016 : La Petite Histoire de France
- 2017 : Plus belle la vie - prime de décembre 2017 : le serrurier
- 2018 : Scènes de ménages
- 2020 : Si tu vois ma mère de Nathanaël Guedj : le rabbin
- 2020 : Dérapages de Ziad Doueiri : Boulon
- 2022 : Capitaine Marleau, épisode Morte saison de Josée Dayan : le bulgare
- 2022 : Diane de Poitiers de Josée Dayan (mini-série) : l'assistant de Nostradamus

## Distinctions
- 2001 : Étoile d'or du 1er rôle masculin, pour Sur un air d'autoroute.